# Debus (Mondkrater)
Debus ist ein kleiner Mondkrater auf der Mondrückseite. Er liegt ostsüdöstlich des Ganskiy-Kraters und westlich des großen Pasteur-Kraters.
Der äußere Kraterrand ist leicht erodiert und einige kleine Krater liegen auf dem Rand. Die innere Fläche ist relativ eben und ohne große Vorkommnisse.
Ursprünglich hieß der Krater „Ganskiy (Hansky) H“ nach dem russischen Astronomen Aleksey Pavlovich Ganskiy, bevor er durch die IAU im Jahr 2000 den Namen des langjährigen Leiters des Kennedy-Space-Zentrums, Kurt H. Debus, zugewiesen bekam.